# Есимжанова, Рабига
Рабига Есимжанова (каз. Рәбиға Есімжанова; 5 января 1914 — 3 июля 1986) — советская и казахская певица (меццо-сопрано), заслуженная артистка Казахской ССР (1957), народная артистка Казахской ССР (1967). Одна из основателей школы профессиональных казахских певцов.

## Биография
Родилась 5 января 1914 года в ауле Талдысай Акмолинского уезда Акмолинской области (ныне — Коргалжынский район Акмолинской области Казахстана).
Музыкальную карьеру начала в 1931 году на сцене Казахского государственного музыкально-драматического театра.
Выступала на одной сцене с такими выдающимися казахскими артистами, как Куляш Байсеитова, Иса Байзаков, Шара Жиенкулова и т. д.
Позже перевелась в Семипалатинский областной музыкальный драматический театр, где создала ряд ярких, эмоционально насыщенных женских образов, среди которых: Енлик, Карлыга, Айман, Тенге, Алтыншаш, Маржан («Енлик — Кебек», Кыз Жибек («Кыз Жибек» Е. Брусиловского), «Айман Шолпан», «Белая берёза», «Айман-Шолпан» М. О. Ауэзова), Сауле (в спектакле Т. Ахтанова), Мать-Земля («Материнское поле» по Ч. Т. Айтматову) и другие. Обладая и музыкальной культурой и драматическим талантом, она с одинаковым мастерством исполняла роли как в музыкальных, так и в драматических спектаклях.
Позже, Р. Есимжанова была принята в труппу алма-атинского театра оперы и балета им. Абая (ныне Казахский государственный академический театр оперы и балета имени Абая), где началась её гастрольная карьера по городам СССР, часто выезжала с концертами по разным уголкам Казахстана.
В 1946—1960 гг. — солистка Казахского радио.
С 1960 — солистка «Казахконцерта».
В репертуаре певицы, кроме оперных партий, казахские народные песни и произведений современных композиторов. Внесла большой вклад в пропаганду казахских песен.
Скончалась 3 июля 1986 года, похоронена на Центральном кладбище Алма-Аты.

## Награды и почётные звания
- Народный артист Казахской ССР (1967)
- Орден «Знак Почёта» (3 января 1959) — за выдающиеся заслуги в развитии казахского искусства и литературы и в связи с декадой казахского искусства и литературы в гор. Москве
- Заслуженный артист Казахской ССР (1957)

## Память
- На родине установлен бюст казахской певице на площади перед музыкальной школой, носящей имя Рабиги Есимжановой.